# Новомиколаївка (Знам'янський район)
Новомиколаївка — колишній населений пункт в Кіровоградській області у складі Знам'янського району.

## Стислі відомості
В 1930-х роках — у складі Знам'янського  району Одеської області.
В часі Голодомору 1932—1933 років нелюдською смертю померло не менше 2 людей.
Приєднане до села Дмитрівка. Дата зникнення станом на січень 2023 року невідома. В Дмитрівці існує Новомиколаївське водосховище.